# Blomsterfonden

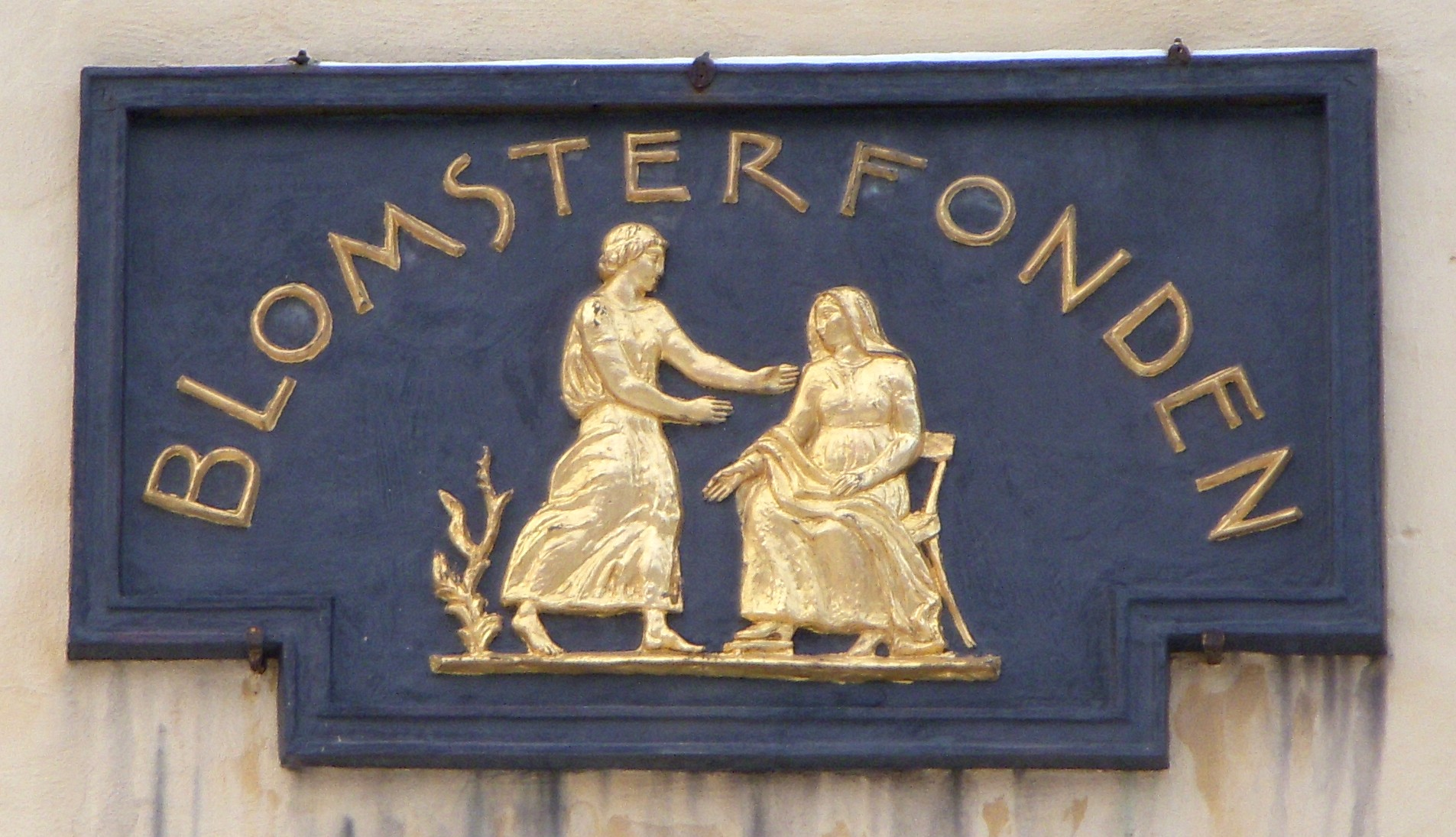
Fasadskylt i Röda bergen.

Blomsterfonden  är en ideell förening som arbetar för hem och vård åt äldre. Den grundades 1921 i Stockholm av Alma Hedin, syster till Sven Hedin och har idag fem anläggningar med seniorboende, tre äldreboenden och egen hemtjänst inom Storstockholm. För att komplettera seniorboendet har Blomsterfonden en omfattande social verksamhet som stöd. Den stora, ursprungliga, Blomsterfonden har bara anläggningar i Storstockholm och är den som behandlas i denna artikel. 
Utöver den ursprungliga stiftelsen finns i Sverige flera avknoppningar som samlar in gåvor till egna ändamål. I Östersund finns exempelvis en stiftelse med samma namn och det finns även utländska blomsterfonder, flower funds, i Zimbabwe, Danmark, Storbritannien, Finland och USA. Den finska motsvarigheten heter Stiftelsen Blomsterfonden i Helsingfors.

## Historia

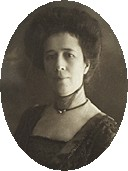
Alma Hedin.

Alma Hedin fick idén när det på hennes fars (stadsarkitekt Ludvig Hedin) begravning kom ett överflöd av blommor, hela 91 kransar. Istället för begravningsblommor, tänkte Alma Hedin, kunde pengarna gå till viktigare ändamål. Om man skänker en penninggåva till Blomsterfonden, sänder fonden i sin tur kondoleansbrev till de sörjande i donators namn. Alma Hedin, som sedan länge varit involverad i välgörenhetsarbete, bestämde sig för att samla in pengar till hem och vård till äldre.
Genom ett idogt arbete och sina kontakter via familjen och sin tid i stadsfullmäktige fick Alma Hedin flera framstående personer att signera det upprop som publicerades i flera svenska dagstidningar. Bland dessa kan nämnas dåvarande statsministern Hjalmar Branting, nobelpristagaren Erik Axel Karlfeldt, ärkebiskopen Nathan Söderblom och författarinnan Ellen Key. Blomsterfonden fick ihop så mycket gåvor och donationer att den 1925 kunde inviga sitt första hus för äldre vid Rödabergsgatan 1 i området Röda bergen i Vasastan.

### Blomsterfonden bildas
Planen blev klar 1920. Alma Hedin vände sig till familjens goda vän, överintendent Axel Lagrelius (eller Lagge som han kallades av Hedinarna) för att fråga om råd, eftersom han var en tämligen praktisk man. Lagrelius tyckte det var en god idé och ville gärna medverka. Han föreslog att Alma Hedin skulle vända sig till överståthållare Carl Hederstierna och be honom att bli ordförande i föreningen. Hederstierna tackade ja.
I maj 1921 cirkulerade så uppropet för Blomsterfonden i pressen. Uppropet var undertecknat av dåvarande statsminister Hjalmar Branting, ärkebiskop Nathan Söderblom, författarna Ellen Key och Erik Axel Karlfeldt samt 15 landshövdingar.
Formellt bildades föreningen Blomsterfonden den 27 maj 1921 i överståthållare Hederstiernas ämbetsrum. Den första gåvan kom från ”1872 års män” som ville hedra en bortgången kamrat, direktör Axel Hultman. Kontoret upprättades på Malmskillnadsgatan (och flyttade kort därefter till Hamngatan) och Lisa Hallin anställdes som biträde. Lisa Hallin beskrevs av Alma Hedin som själen i Blomsterfonden; hon arbetade kvar ända till femtiotalet.
Men starten av Blomsterfonden var inte smärtfri. Gåvor och donationer kom inte in i samma takt som man räknat med. Dessutom motarbetades Blomsterfonden av en sammanslutning trädgårds- och blomsterhandlare, som var rädda för att Blomsterfonden skulle skada deras verksamheter. Trädgårdshandlarna startade en massiv propagandaapparat mot fonden i den svenska pressen som höll i sig ända in i femtiotalet.[källa behövs]
I slutet av 1922 verkade den tröga starten äntligen börja ge med sig. Ingenjör Magnus Täcklind och fröken Selma Nilsson donerade stora summor pengar till fonden.
”Utan denna hjälp skulle vi inte kunnat starta” skriver Alma Hedin i sina memoarer.
1923 startade förhandlingarna med Stockholms stad angående gratis tomtmark för att kunna bygga de första blomstergårdarna. I pressen förekom spekulationer om var de första blomstergårdarna skulle byggas, ett tag ryktades det om Kristinebergsområdet på Kungsholmen. Till slut beslutade Stockholms stad att donera tomtmark i Vasastaden, i kvarteret som kallas ”Röda bergen”.

### Blomsterfondens första hus

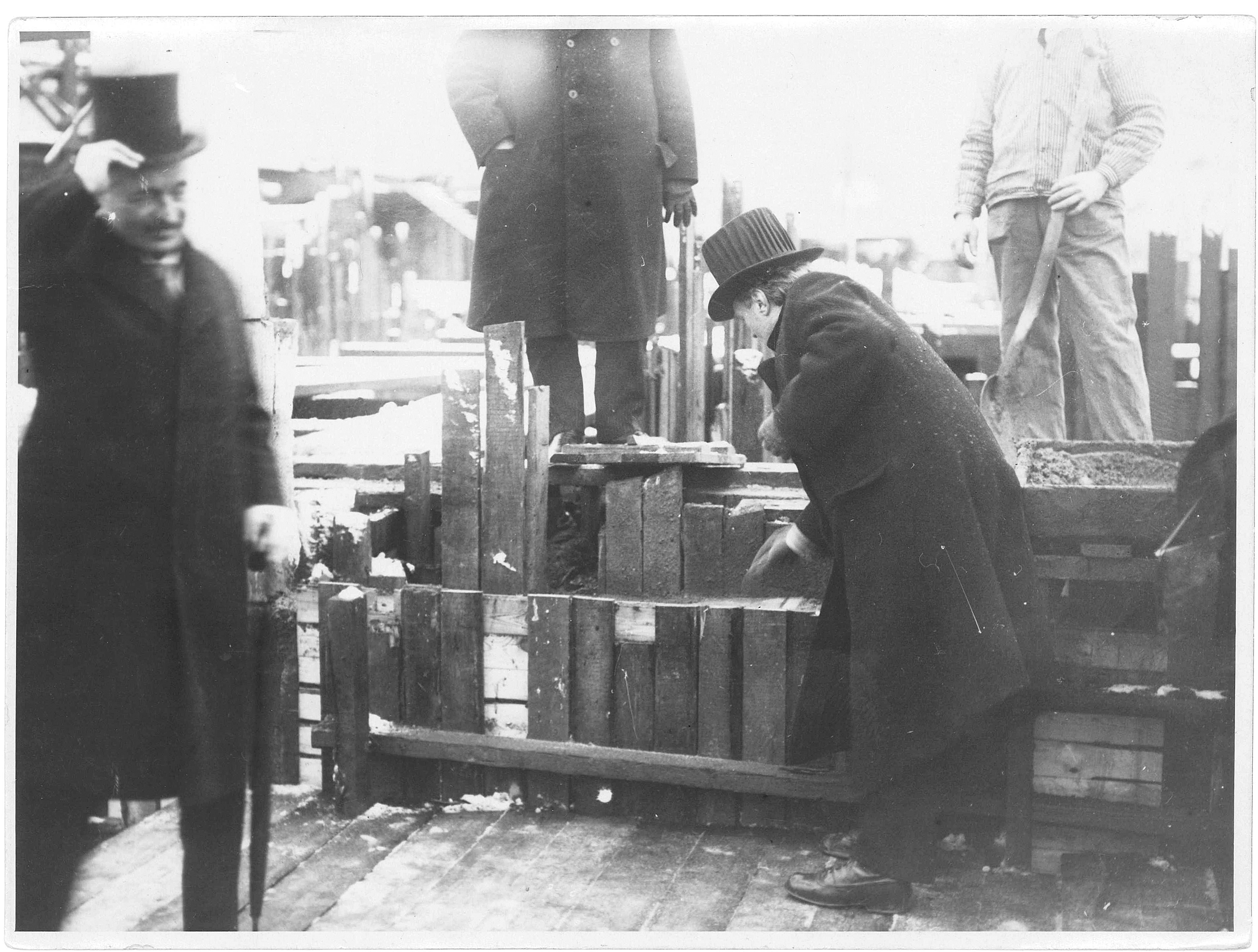
Nathan Söderblom lägger första stenen på Blomsterfondens hus på Röda bergen.

I februari 1924 lades första hörnstenen för vad som kom att bli Blomsterfondens första blomstergård (husen stod helt klara 1926). Ärkebiskop Nathan Söderblom höll tal, där han nedkallade Guds välsignelse över föreningen samt över alla som kommer att leva och bo i blomstergårdarna:
”Omvårdanden av de gamla är en mätare på samhällets värdighet och kultur. /---/ Liksom familjen har heliga förpliktelser mot de äldre, så har också samhället i sin helhet sina gamla som det är för samhället en plikt och en heder, en glädje och en välsignelse att sörja för”.
I slutet av 1920-talet arbetade fonden aktivt för att samla in gåvor för att kunna utvidga. Förhandlingar började återigen med Stockholms stad och Blomsterfonden fick tillgång till tomtmark på Ringvägen. Här byggdes sex hus, som stod klara 1932.
”Den enda malörtsdroppen i vår glädjebägare var och är fortfarande att vi inte kunna taga emot alla som söka och som så väl skulle behöva en sådan lägenhet som Blomsterfonden erbjuder”, skrev Alma Hedin.

### Kriget bromsade verksamheten
Byggandet i Blomsterfonden slog av på takten i samband med att andra världskriget rasade i Europa. Kraftigt ökade bränslekostnader, ökad skattebelastning och minskat antal gåvor gjorde att Blomsterfonden fick det tufft ekonomiskt. I Blomsterfondens hus fanns sedan starten bageri och tvätteri. På grund av de ekonomiska svårigheterna lades dessa ner.
1944 damp en bomb ner på Södermalm och jämnade Eriksdalsbadet med marken. Då spräcktes alla fönster på Ringvägen, men få människor skadades.

### Alma Hedin avgick och Blomsterfonden fick en kunglig beskyddarinna
1946 lyckades man, trots ekonomin, färdigställa en vårdavdelning på Ringvägen. På så sätt förverkligades Almas Hedins dröm, att Blomsterfondens äldre ska kunna få hjälp i alla skeden av sin ålderdom.
1949 avgick Alma Hedin ur styrelsen. Hon kände att hon började bli gammal och ville bereda plats för yngre krafter. För sitt banbrytande och mångåriga arbete för Blomsterfonden erhöll hon H M konungens medalj i åttonde storleken.”…så länge jag lever skall jag med samma hänförelse som i början av dess tillvaro, följa dess utveckling och öden”, skrev hon om Blomsterfonden i ”I minnets blomstergårdar”.
I början av 50-talet började det ljusna för Blomsterfondens verksamhet efter krigets hårda ekonomiska förhållanden. Lisebergs äldre- och seniorboende i södra Stockholm färdigställdes och drottning Louise gick med på att bli Blomsterfondens beskyddarinna. Alma Hedin avled innan hon hann se Liseberg stå färdigt. I stället närvarade drottning Louise vid invigningen av nya blomstergården i Liseberg. Det blev stor fest och pressen dokumenterade.

### Behovet av blomstergårdar norröver tillgodoses – för tillfället
Under 1960-talet funderade styrelsen på ytterligare utvidgning av Blomsterfondens verksamhet. De visste av erfarenhet att hyresgästerna helst ville bo i närheten av där de redan bodde. Efterfrågan efter blomstergårdar norr om Stockholm började öka. Styrelsen började se sig om. Ett lämpligt alternativ vore Hagby gård i Täby. Men förhandlingarna med Täby kommun gick i stöpet. I stället tittade man på alternativet Svalnäs gästhem, som drevs av Stockholms stadsmission. 1973 gick köpet igenom, och omfattande nybyggnationer och renoveringar påbörjades. På Svalnäs, liksom på Liseberg, fanns både seniorboende och eget äldreboende. De sista hyresgästerna flyttade in i sina nya lägenheter 1982.
Under 1980- och 1990-talet underhölls Blomsterfondens bestånd. 1993 beslutade styrelsen att köpa en fastighet på Körsbärsvägen. Styrelsen erbjöds även att ta över ett sjukhus och köpa en begravningsbyrå, men tackade nej till båda. 2000 tog Blomsterfonden vara på möjligheten att driva Tallgårdens äldreboende på entreprenad åt Danderyds kommun.

## Blomsterfonden idag
Idag bor omkring 2 000 äldre i Blomsterfondens seniorboenden på Ringvägen, Röda bergen, Liseberg (Älvsjö) och Svalnäs (Djursholm). Blomsterfonden driver också så kallade särskilda boenden för äldre: på Svalnäs i Djursholm och Liseberg i Älvsjö finns egna äldreboenden. I Enebyberg driver Blomsterfonden även äldreboendet Tallgården på entreprenad åt Danderyds kommun. En egen hemtjänst är idag aktiv i Danderyds kommun och Täby kommun samt i de egna fastigheterna inne i Stockholm.
Välgörenhetstanken finns kvar än idag. Blomsterfonden samlar fortfarande in pengar till hem och vård åt äldre. Idag med ett eget 90-konto (90 25 30-5). Gåvorna går till att finansiera Blomsterfondens sociala verksamhet (vilket innebär bland annat att Blomsterfondens hyresgäster får tillgång till värdinna och kurator), att bygga nya bostäder, trivsel och anhörigstöd. Dessa har i uppgift att underlätta vardagen, ge råd och stöd samt att tillsammans med hyresgästerna anordna olika aktiviteter. Tanken är att ingen ska behöva vara ensam på ålderns höst.
För att bo i Blomsterfondens seniorboende måste man vara medlem i Blomsterfonden och stå i deras bostadskö. Tidigast vid 60 års ålder kan man sedan flytta in. Kötiden varierar beroende på utbud och efterfrågan, alltifrån några månader för nyproduktion till drygt 20 år för de mest eftertraktade lägenheterna.

## Blomsterfondens verksamhet
Blomsterfonden ska på ideell grund äga, uppföra och långsiktigt förvalta fastigheter för äldre samt tillhandahålla god service, vård och omsorg utifrån boende, medlemmar och kunders behov.
Blomsterfonden driver:
- Seniorboende
- Social verksamhet (i seniorboendet)
- Äldreboende
- Hemtjänst

### Röda bergen

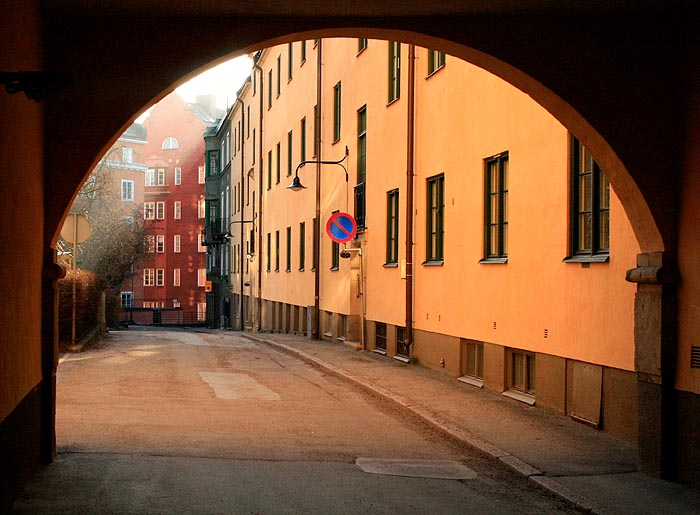
Röda bergen

Röda bergen är Blomsterfondens äldsta anläggning (adresserna är Rödabergsgatan 1–3, Sätertäppan 3–5 och Rödabergsbrinken 9–11). Marken till fastigheterna donerades till föreningen av Stockholms stad. Det första huset stod färdigt 1925, hela anläggningen blev klar 1926. På invigningen talade ärkebiskop Nathan Söderblom som bland annat uttalade de om honom kända orden: "Omvårdnaden av de gamla är en mätare på samhällets värdighet och kultur" (Invigningstal 21/2 1925). Det blev 150 lägenheter tillägnade gamla och behövande. Hyrorna var låga och inkluderade också en viss sjukvård. I husen byggdes också salong och matsal till hyresgästerna.
Blomsterfondens anläggning på Röda bergen finns kvar, fortfarande med samma syfte. Det finns 105 lägenheter. Här finns en värdinna som tar hand om hyresgästernas varierande behov och anordnar aktiviteter.

### Ringvägen

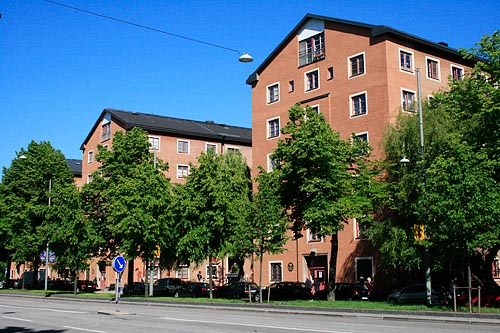
Ringvägen

I början på 1930-talet var kön till Blomsterfondens bostäder redan lång. Stockholms stad donerade återigen marken som låg på Ringvägen. 1932 stod de sex husen färdiga på Ringvägen 99–109 med 550 lägenheter. Arkitekt var Theodor Kellgren. Här hade Blomsterfonden även eget bageri, en mataffär, tvättstuga och restaurang. I restaurangen kostade en lunch på 1930-talet 1,25 kr. På Ringvägen byggdes även en vårdavdelning för de hyresgäster som blev sjuka eller behövde vård. Det var en dröm som Alma Hedin länge haft.
Ringvägens fastigheter ingår i Blomsterfondens bestånd även idag och är en av de mest kända anläggningarna som Blomsterfonden driver. Husen ligger bara några hundra meter från Skanstull. Lägenheterna har byggts om för att bli större och bättre motsvara dagens behov; de är 389 till antalet. Som i alla Blomsterfondens seniorboenden finns det en värdinna på plats som tar hand om hyresgästerna och anordnar aktiviteter.

### Liseberg, Älvsjö

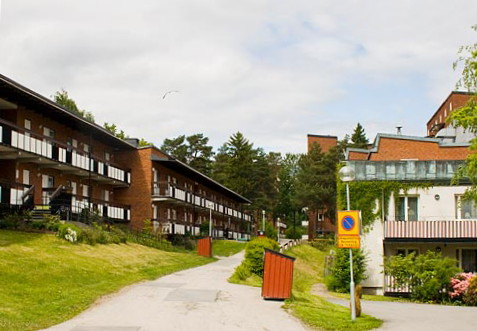
Liseberg, Älvsjö

På 1950-talet stod 2 000 personer i kö till Blomsterfondens anläggningar och i samhället i stort var bostadsbristen stor. Stockholms stad erbjöd Blomsterfonden att hyra mark i Liseberg, Älvsjö. Dessutom såg Blomsterfondens styrelse vinsten i att bygga ett sjukhem i anslutning till hyreslägenheterna. Tanken hade redan innan funnits hos Alma Hedin, som såg till att det byggdes en vårdavdelning på Ringvägen. Denna räckte dock inte längre till. Den 21 januari invigdes Blomsterfondens tredje anläggning i närvaro av Blomsterfondens beskyddarinna drottning Louise. 236 lägenheter hade byggts med hjälp av generösa donationer.
I november 2015 startades markarbeten inför nybygget av ytterligare 137 hyreslägenheter med seniorbostäder i Liseberg, Älvsjö. De nya lägenheterna är fördelade på fem punkthus på sex till nio våningar har inneburit att Annebodavägen har förlängts. De nya husen ligger i nära anslutning till Blomsterfondens befintliga anläggning och färdigställdes under 2017 med inflyttning av nya hyresgäster.
Det finns 305 lägenheter i Lisebergs seniorboende och 66 platser på Lisebergs äldreboende. En värdinna tar hand om hyresgästerna och anordnar aktiviteter.

### Svalnäs, Djursholm

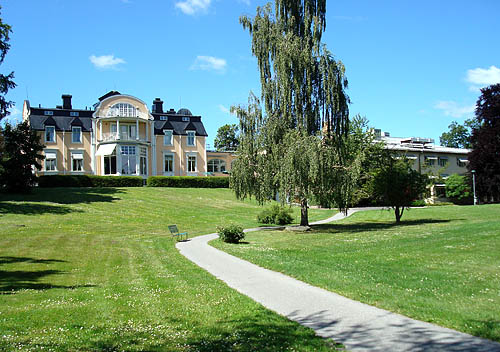
Villa Svalnäs

År 1973 köptes Svalnäs gästhem i Djursholm av Stockholms Stadsmission för att Blomsterfonden även skulle kunna hjälpa äldre i norrort. Här byggde Blomsterfonden nya seniorlägenheter, 126 stycken. I anslutning till dessa finns idag även 49 platser på äldreboende. De ursprungliga bostäderna stod klara för inflyttning 1982. I slutet av 1990-talet flyttade Blomsterfondens huvudkontor in i Villa Svalnäs, som 1885–1886 byggdes av Henrik Palme, Djursholms grundare. År 2017 flyttade huvudkontoret in till Ringvägen för att ge utrymme för fler seniorlägenheter i huvudbyggnaden. Under 2018 genomfördes ombyggnad och i maj kom åtta nya seniorlägenheter stå klara för inflyttning.

## Blomsterfondens styrelseordförande genom tiderna
- 1921–1928 Överståthållare Carl Hederstierna
- 1928–1934 Överståthållare Henning Elmqvist
- 1934–1936 Överståthållare Torsten Nothin
- 1936–1942 Överintendent Axel Lagrelius
- 1943–1950 V. hovauditör Birger Barre
- 1950–1962 Fältläkare Robert Hybbinette
- 1963–1973 Advokat Carl-Gunder Hedström
- 1973–1980 Fröken Margit Holmblad
- 1981–1996 Advokat Louis d'Outrante
- 1996–2008 Direktör Karl-Erik Åman
- 2008–2010 Präst Lena Gutberg
- 2010–2017 Bankdirektör Lennart Francke
- 2017–2022 Lärare Ewa Samuelsson
- 2022- Direktör Johanna Cerwall

## Verkställande direktörer
- 1933–1936 Lars von Stedingk
- 1936–1941 Major Ernst W. Durling
- 1941–1948 Karl Axel Hammar
- 1948–1963 C G Åhlund
- 1963–1988 Åke Pettersson
- 1988–2006 Sven Erik Petersson
- 2007– Ulf Thörnevik